# Superserien 2022
La Superserien 2022 è la 38ª edizione del campionato di football americano di primo livello, organizzato dalla SAFF.
Era previsto un allargamento del campionato a 8 squadre, ma all'atto della composizione del calendario solo 4 di queste hanno confermato la partecipazione.

## Squadre partecipanti
| Club                    | Città     | Stadio | Sponsor ufficiale | Risultato nella stagione 2021 |
| ----------------------- | --------- | ------ | ----------------- | ----------------------------- |
| Carlstad Crusaders      | Karlstad  |        |                   |                               |
| Örebro Black Knights    | Örebro    |        |                   |                               |
| Stockholm Mean Machines | Stoccolma |        |                   |                               |
| Tyresö Royal Crowns     | Tyresö    |        |                   |                               |

## Stagione regolare

### Calendario

#### 1ª giornata
| Örebro 2 aprile 2022, ore 15:30 | Örebro Black Knights | 23 – 26 (0-0 14-14 3-6 6-6) referto | Stockholm Mean Machines | Behrn Arena (800 spett.)\| Arbitro: \| J. Kaya \| |
| Arbitro:                        | J. Kaya              |                                     |                         |                                                   |

#### 2ª giornata
| Tyresö 9 aprile 2022, ore 13:00 | Tyresö Royal Crowns | 35 – 16 (0-0 7-10 14-0 14-6) referto | Örebro Black Knights | Tyresövallen (252 spett.)\| Arbitro: \| Mandoki \| |
| Arbitro:                        | Mandoki             |                                      |                      |                                                    |

#### Anticipi 1
| Stoccolma 13 aprile 2022, ore 19:00 | Stockholm Mean Machines | 34 – 20 (7-14 13-0 0-6 14-0) referto | Tyresö Royal Crowns | Zinkensdamms Idrottsplats (478 spett.) |

#### 3ª giornata
| Örebro 16 aprile 2022, ore 15:30 | Örebro Black Knights | 22 – 19 (0-3 0-16 6-0 16-0) referto | Carlstad Crusaders | Behrn Arena (800 spett.) |

#### 4ª giornata
| Tyresö 23 aprile 2022, ore 17:00 | Tyresö Royal Crowns | 7 – 10 (d.t.s.) (0-0 0-0 0-7 7-0 0-3) referto | Carlstad Crusaders | Tyresövallen (222 spett.)\| Arbitro: \| Hellgren \| |
| Arbitro:                         | Hellgren            |                                               |                    |                                                     |

#### 5ª giornata
| Stoccolma 7 maggio 2022, ore 15:00 | Stockholm Mean Machines | 37 – 35 (14-7 10-14 7-7 6-7) referto | Carlstad Crusaders | Zinkensdamms Idrottsplats (298 spett.) |

#### 6ª giornata
| Örebro 21 maggio 2022, ore 15:30 | Örebro Black Knights | 26 – 20 (7-0 6-13 6-0 7-7) referto | Tyresö Royal Crowns | Behrn Arena\| Arbitro: \| J. Kaya \| |
| Arbitro:                         | J. Kaya              |                                    |                     |                                      |

| Karlstad 22 maggio 2022, ore 17:00 | Carlstad Crusaders | 23 – 41 (14-12 3-16 0-0 6-13) referto | Stockholm Mean Machines | Tingvalla IP (478 spett.)\| Arbitro: \| Mandoki \| |
| Arbitro:                           | Mandoki            |                                       |                         |                                                    |

#### 7ª giornata
| Karlstad 5 giugno 2022, ore 17:00 | Carlstad Crusaders | 14 – 12 (7-0 0-6 7-0 0-6) referto | Tyresö Royal Crowns | Tingvalla IP (512 spett.)\| Arbitro: \| Mandoki \| |
| Arbitro:                          | Mandoki            |                                   |                     |                                                    |

#### 8ª giornata
| Stoccolma 11 giugno 2022, ore 15:00 | Stockholm Mean Machines | 51 – 7 (24-0 20-0 0-0 7-7) referto | Örebro Black Knights | Zinkensdamms Idrottsplats (624 spett.) |

#### 9ª giornata
| Karlstad 22 giugno 2022, ore 19:00 | Carlstad Crusaders | 0 – 46 (0-14 0-0 0-19 0-13) referto | Örebro Black Knights | Tingvalla IP (527 spett.)\| Arbitro: \| Hellgren \| |
| Arbitro:                           | Hellgren           |                                     |                      |                                                     |

| Tyresö 23 giugno 2022 | Tyresö Royal Crowns | 21 – 31 (0-0 7-14 7-7 7-10) referto | Stockholm Mean Machines | Tyresövallen (300 spett.) |

### Classifica
La classifica della regular season è la seguente:
- PCT = percentuale di vittorie, G = partite giocate, V = partite vinte, P = partite perse, PF = punti fatti, PS = punti subiti

| Pos. | Squadra                 | PCT   | G | V | N | P | PF  | PS  |
| ---- | ----------------------- | ----- | - | - | - | - | --- | --- |
| 1    | Stockholm Mean Machines | 1.000 | 6 | 6 | 0 | 0 | 220 | 129 |
| 2    | Örebro Black Knights    | .500  | 6 | 3 | 0 | 3 | 140 | 151 |
| 3    | Carlstad Crusaders      | .333  | 6 | 2 | 0 | 4 | 101 | 165 |
| 4    | Tyresö Royal Crowns     | .167  | 6 | 1 | 0 | 5 | 115 | 131 |

## Playoff

### Tabellone
|  | Semifinali | Semifinali              | Semifinali |                      |   | XXXVII SM-Finalen       | XXXVII SM-Finalen | XXXVII SM-Finalen |  |
|  |            |                         |            |                      |   |                         |                   |                   |  |
|  | 1          | Stockholm Mean Machines | 35         |                      |   |                         |                   |                   |  |
|  | 1          | Stockholm Mean Machines | 35         |                      |   |                         |                   |                   |  |
|  | 4          | Tyresö Royal Crowns     | 22         |                      |   |                         |                   |                   |  |
|  | 4          | Tyresö Royal Crowns     | 22         |                      | 1 | Stockholm Mean Machines | 52                |                   |  |
|  |            |                         |            |                      | 1 | Stockholm Mean Machines | 52                |                   |  |
|  |            |                         | 2          | Örebro Black Knights | 8 |                         |                   |                   |  |
|  | 2          | Örebro Black Knights    | 2          | Örebro Black Knights | 8 | 43                      |                   |                   |  |
|  | 2          | Örebro Black Knights    |            |                      |   |                         |                   |                   |  |
|  | 3          | Carlstad Crusaders      | 20         |                      |   |                         |                   |                   |  |

### Semifinali
| Stoccolma 2 luglio 2022, ore 15:00 | Stockholm Mean Machines | 35 – 22 (21-7 7-0 7-7 0-8) referto | Tyresö Royal Crowns | Zinkensdamms Idrottsplats |

| Örebro 3 luglio 2022, ore 15:00 | Örebro Black Knights | 43 – 20 (7-0 20-7 7-13 9-0) referto | Carlstad Crusaders | Behrn Arena (616 spett.) |

### XXXVII SM-Finalen
| Arbitri: | Hellgren Eliason M. Magnusson H. von Sydow Dahlin B. Westerbjork S. Hagen |

| |           |                                                                        |
| Retzlaff 10':24" Q1 (TD) 30yd pass from Pappas Gavelin-Miranda Q1 (pat) Hallgren 7':42" Q1 (TD) 79yd pass from Pappas Gavelin-Miranda Q1 (pat) Gavelin-Miranda 6':42" Q1 (TD) 20yd pass from Pappas Gavelin-Miranda Q1 (pat) Gavelin-Miranda 0':10" Q1 (FG) 25yd Blomgren 9':09" Q2 (TD) 43yd pass from Pappas Gavelin-Miranda Q2 (pat) Retzlaff 1':06" Q2 (TD) 22yd pass from Pappas Gavelin-Miranda Q2 (pat) Retzlaff 1':42" Q3 (TD) 16yd pass from Pappas Gavelin-Miranda Q3 (pat) Westin 1':06" Q4 (TD) 96yd fumble recovery Gavelin-Miranda Q4 (pat) | Marcatori | Wetterberg 2':27" Q2 (TD) 19yd pass from Vasey Göransson Q2 (tpc) rush |

## Verdetti
- Stockholm Mean Machines Campioni della Svezia 2022 (14º titolo)

## Marcatori
| Giocatore       | Sq.                     | TD rush | TD recv | TD int | TD p.ret | TD k.ret | TD oth | Xp1   | Xp2 | FG  | Saf | Totale |
| --------------- | ----------------------- | ------- | ------- | ------ | -------- | -------- | ------ | ----- | --- | --- | --- | ------ |
| Stedt           | Stockholm Mean Machines | 9+2     | 2+1     | 0+0    | 0+0      | 0+0      | 0+0    | 0+0   | 0+0 | 0+0 | 0+0 | 86     |
| Gavelin-Miranda | Stockholm Mean Machines | 0+0     | 1+2     | 0+0    | 0+0      | 0+0      | 0+0    | 24+12 | 0+0 | 3+1 | 0+0 | 69     |
| Retzlaff        | Stockholm Mean Machines | 0+0     | 8+3     | 0+0    | 0+0      | 0+0      | 0+0    | 0+0   | 0+0 | 0+0 | 0+0 | 66     |
| Jo. Lindéus     | Örebro Black Knights    | 0+0     | 7+3     | 0+0    | 0+0      | 0+0      | 0+0    | 0+0   | 0+0 | 0+0 | 0+0 | 60     |
| Hallgren        | Stockholm Mean Machines | 0+0     | 6+2     | 0+0    | 0+0      | 0+0      | 0+0    | 0+0   | 0+0 | 0+0 | 0+0 | 48     |
| Je. Lindéus     | Örebro Black Knights    | 0+0     | 5+2     | 0+0    | 0+0      | 0+0      | 0+0    | 0+0   | 0+0 | 0+0 | 0+0 | 42     |
| Forsman         | Carlstad Crusaders      | 0+1     | 1+0     | 0+0    | 0+0      | 0+0      | 0+0    | 10+2  | 0+0 | 4+0 | 0+0 | 36     |
| 2 giocatori     | 30                      |         |         |        |          |          |        |       |     |     |     |        |
| Wetterberg      | Örebro Black Knights    | 0+0     | 3+1     | 0+0    | 0+0      | 0+0      | 0+0    | 0+0   | 1+0 | 0+0 | 0+0 | 26     |
| 2 giocatori     | 24                      |         |         |        |          |          |        |       |     |     |     |        |
| Gauthier        | Tyresö Royal Crowns     | 0+0     | 2+0     | 0+0    | 0+0      | 0+0      | 0+0    | 7+2   | 0+0 | 0+0 | 0+0 | 21     |
| Youbi           | Carlstad Crusaders      | 0       | 3       | 0      | 0        | 0        | 0      | 0     | 0   | 0   | 0   | 18     |
| Vasey           | Örebro Black Knights    | 2       | 0       | 0      | 0        | 0        | 0      | 0     | 1   | 0   | 0   | 14     |
| Armendariz      | Örebro Black Knights    | 0       | 0       | 0      | 0        | 0        | 0      | 7     | 0   | 2   | 0   | 13     |
| 2 giocatori     | 12                      |         |         |        |          |          |        |       |     |     |     |        |
| Göransson       | Örebro Black Knights    | 1+0     | 0+0     | 0+0    | 0+0      | 0+0      | 0+0    | 0+0   | 1+1 | 0+0 | 0+0 | 10     |
| Gorecki         | Tyresö Royal Crowns     | 0       | 0       | 0      | 0        | 0        | 0      | 7     | 0   | 0   | 0   | 7      |
| 18 giocatori    | 6                       |         |         |        |          |          |        |       |     |     |     |        |
| Lund            | Örebro Black Knights    | 0+0     | 0+0     | 0+0    | 0+0      | 0+0      | 0+0    | 0+4   | 0+0 | 0+0 | 0+0 | 4      |
| S. Johansson    | Stockholm Mean Machines | 0       | 0       | 0      | 0        | 0        | 0      | 0     | 0   | 1   | 0   | 3      |
| 3 giocatori     | 2                       |         |         |        |          |          |        |       |     |     |     |        |

- Miglior marcatore della stagione regolare: Stedt ( Stockholm Mean Machines), 66
- Miglior marcatore dei playoff: Gavelin-Miranda ( Stockholm Mean Machines), 27
- Miglior marcatore della stagione: Stedt ( Stockholm Mean Machines), 86

## Passer rating
La classifica tiene in considerazione soltanto i quarterback con almeno 10 lanci effettuati.
| Giocatore | Sq.                     | G   | Att    | Comp   | Int | Yds      | TD   | NFL    | NCAA   |
| --------- | ----------------------- | --- | ------ | ------ | --- | -------- | ---- | ------ | ------ |
| Pappas    | Stockholm Mean Machines | 6+2 | 185+62 | 113+46 | 0+0 | 1984+618 | 23+9 | 110,56 | 155,13 |
| Ahlm      | Tyresö Royal Crowns     | 2   | 64     | 40     | 2   | 417      | 5    | 94,34  | 136,76 |
| Morovick  | Carlstad Crusaders      | 2   | 62     | 33     | 2   | 515      | 3    | 83,74  | 132,52 |
| Rodrigues | Tyresö Royal Crowns     | 1+1 | 24+30  | 12+17  | 1+1 | 120+252  | 2+1  | 81,71  | 126,20 |
| Forsman   | Carlstad Crusaders      | 3+1 | 63+11  | 31+3   | 1+1 | 419+81   | 4+1  | 79,79  | 119,59 |
| Vasey     | Örebro Black Knights    | 6+2 | 198+89 | 90+43  | 6+4 | 1242+580 | 15+6 | 77,03  | 116,85 |
| Juhlin    | Tyresö Royal Crowns     | 3   | 55     | 26     | 2   | 316      | 3    | 68,45  | 106,26 |
| Carusello | Carlstad Crusaders      | 2+1 | 65+2   | 35+0   | 2+0 | 351+0    | 1+0  | 59,98  | 95,20  |

- Miglior QB della stagione regolare: Pappas ( Stockholm Mean Machines), 192,19
- Miglior QB dei playoff: Pappas ( Stockholm Mean Machines), 205,82
- Miglior QB della stagione: Pappas ( Stockholm Mean Machines), 155,13